# APB: All Points Bulletin (videogioco 2010)
APB: All Points Bulletin è un videogioco multiplayer di tipo avventura dinamica a tema contemporaneo per Microsoft Windows. Il design del gioco è stato condotto da David Jones, che ha contribuito a Grand Theft Auto e Crackdown, ed è stato sviluppato da Realtime Worlds. È uscito il 29 giugno 2010 in Nord America, il 1º luglio 2010 in Europa e il 2 luglio 2010 nel Regno Unito.
Durante maggio 2018 i diritti legati al titolo videoludico sono stati acquisiti dalla Little Orbit, azienda sviluppatrice di videogiochi.

## Modalità di gioco

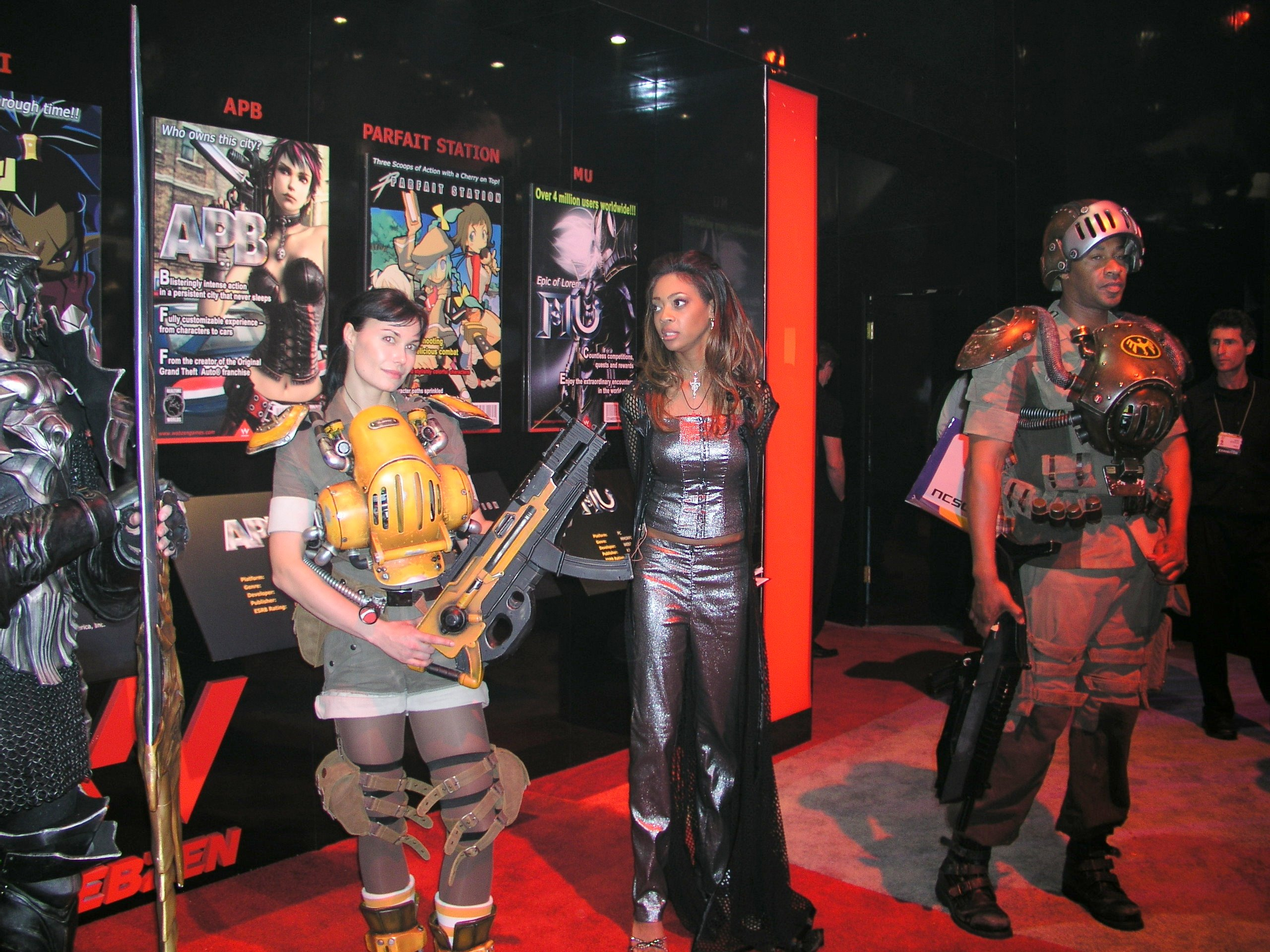
APB all'E3 2006

Il gioco si svolge nella moderna città di San Paro, dove vi è una costante battaglia tra Tutori della legge e Criminali, e ogni giocatore dovrà decidere di quale fazione vuole far parte.
Per ogni account creato ogni giocatore può creare due personaggi, a meno che non venga comprato un altro slot.
Le attività che coinvolgono il gioco sono le missioni che permettono al giocatore di guadagnare denaro extra, che possono poi essere utilizzati per potenziare le armi, veicoli, per i vestiti e l'aspetto fisico del personaggio del giocatore. Ad esempio, alcuni giocatori possono rapinare un negozio, rubare una macchina o innescare bombe per i Criminali, e nelle stesse missioni possono intervenire i Tutori della legge di grado equivalenti e sarà loro compito fermare i criminali.
La visuale è in terza persona, viene inquadrato il personaggio da sopra la spalla in cui si tiene l'arma utilizzata, tuttavia nel gioco hanno aggiunto una nuova mod che può esser equipaggiata ad alcune armi chiamata "High Magnification Scope" che permette di avere un mirino preciso, dato che il gioco te ne fornice uno che non è mai "chiuso", permettendo al giocatore di vedere dietro gli angoli prima che si affacciano intorno a sparare. Il giocatore può anche ingrandire la visuale con il tasto destro del mouse per mirare meglio. Le armi non possono essere acquistate direttamente dagli NPC, che con lo sbloccamento diventano sempre più difficili e lunghi. Il giocatore deve raggiungere diversi obiettivi per sbloccare l'acquisto di armi, che vanno dal completare un certo numero di missioni con successo, ad ottenere un certo livello con un contatto. I Contatti possono vendere aggiornamenti, attrezzature, armi, veicoli e abbigliamenti. Le munizioni possono essere acquistate dai distributori automatici Joker Ammo, sparsi per i 3 distretti. I giocatori non possono normalmente attaccarsi l'un l'altro a meno che non siano nemici in una missione.
Inoltre nel gioco è implementata la minaccia, ovvero un indicatore di colore che appare sul livello del giocatore che può variare di 4 colori a seconda della bravura e delle partite vinte o perse di un giocatore. 
A seconda della fazione, i giocatori hanno un livello di notorietà e prestigio, che va da 0 a 5.
Il livello di notorietà si alza se il giocatore esegue con successo le azioni che aiutano la causa della propria fazione, come uccidere i giocatori della fazione opposta, completare le missioni con successo, o impegnarsi in attività uniche per la loro fazione. Tali azioni includono rapina pedoni per i criminali, o arrestare i criminali per i Tutori. Il livello di notorietà diminuisce quando il giocatore ostacola la propria fazione, uccide un membro della propria fazione o muore. 
- Al livello 0, il giocatore è libero di fare ciò che vuole, e non verranno inviati giocatori nemici contro di lui
- Al livello 1, il giocatore riceve ricompense leggermente maggiore di missioni, i giocatori e nemici, verrà inviato contro di loro se li testimoni eseguire determinate azioni.
- Al livello 2, i premi sono aumentati ancora di più e giocatori nemici possono essere spediti contro le loro missioni.
- Al livello 3, i giocatori nemici possono essere inviati nei confronti del giocatore indipendentemente dalle azioni, e le ricompense aumentano ulteriormente.
- Al livello 4, il giocatore riceverà ricompense sempre maggiori, e saranno inviati ulteriori nemici contro di te.
- Al livello 5, il giocatore ha una taglia sulla propria testa, che permette a i giocatori di entrambe le fazioni di ucciderlo per riscuotere la taglia.

Si può essere uccisi da un criminale o da Tutori della legge, ma un giocatore con una taglia può uccidere chiunque sul server. Quando un Tutore della legge uccide un altro Tutore della legge, non vi è ricompensa alcuna.
È possibile anche la sincronizzazione musica dal disco rigido per l'in-game radio tramite Last.fm. Se un altro giocatore possiede la stessa canzone in riproduzione, apparirà come un suono d'ambiente dalla vostra auto. Tuttavia, se il giocatore in questione non possiede la canzone: Last.fm abbinerà automaticamente la traccia con un artista simile.